# 95852 Leatherbarrow
95852 Leatherbarrow este o planetă minoră (asteroid) din centura de asteroizi. A fost descoperită pe 31 martie 2003 la Catalina Station⁠(d) de Catalina Sky Survey. 
Obiectul prezintă o orbită caracterizată de o semiaxă mare de 2,4230392368811 UAi, o excentricitate de 0,14, o înclinație de 0,7 ° în raport cu ecliptica.